# Chaussée Marie-Thérèse

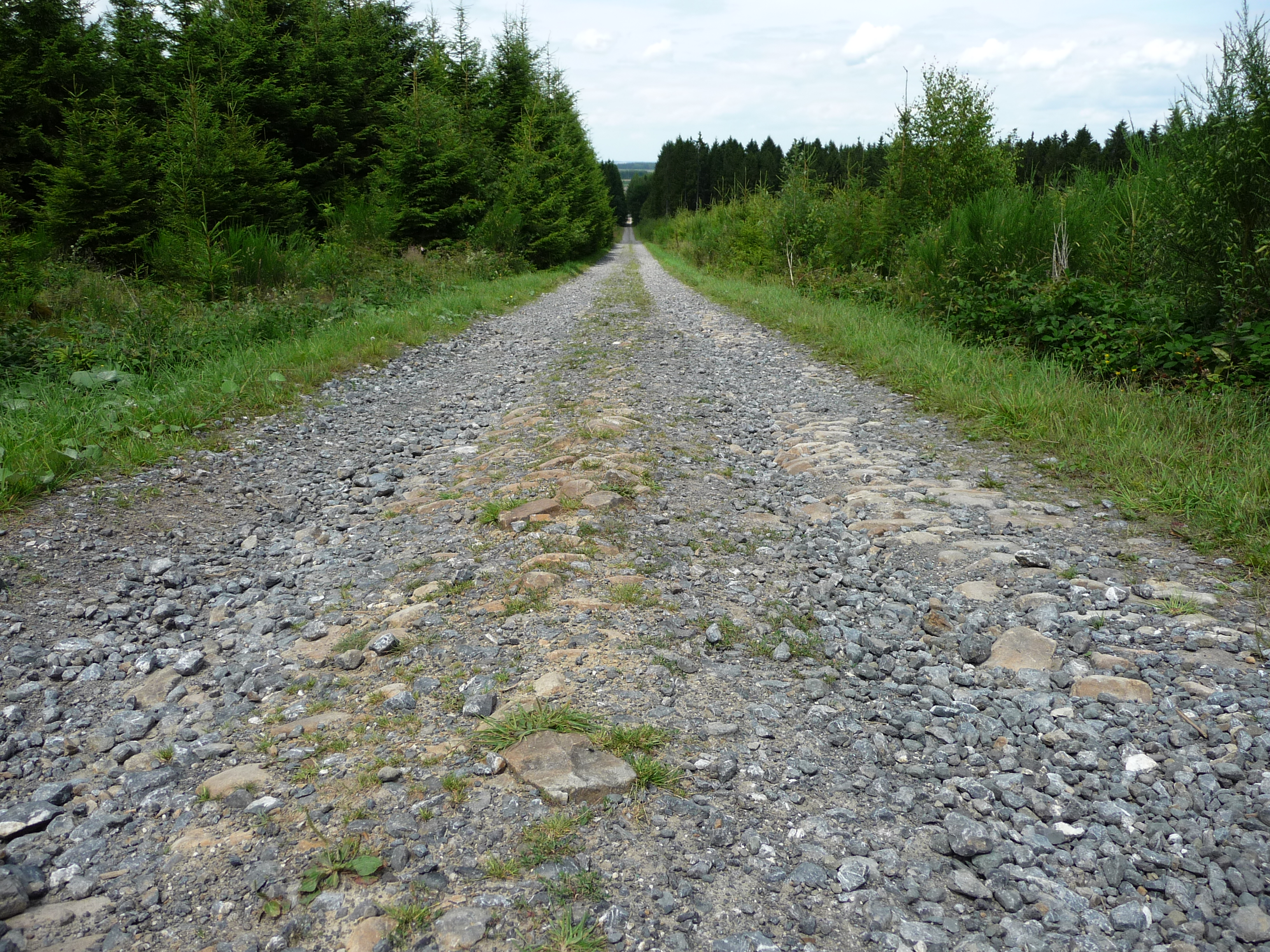
La chaussée Marie-Thérèse au nord du village de Bande (commune de Nassogne, province de Luxembourg).

La chaussée Marie-Thérèse est une ancienne route reliant Namur à Luxembourg-ville et, plus largement, Bruxelles à Vienne. Elle tient son nom de l'impératrice d'Autriche, Marie-Thérèse de Habsbourg, qui a régné sur les Pays-Bas autrichiens de 1740 à 1780. Toutefois, cette dernière n’est jamais venue dans la région et la route a été achevée bien après son règne. Elle reprend en effet des portions de la chaussée romaine de Metz à Tongres ainsi que de la chaussée romaine de Bavay à Trèves.
En 1827, sous le régime du royaume uni des Pays-Bas, l’itinéraire général de la chaussée est repris par la route nationale 4 avec toutefois de nombreuses différences dans les tronçons.

## Histoire

La chaussée Marie-Thérèse appelée « chaussée de Namur à Luxembourg », sur la carte de Ferraris entre 1771 et 1778.

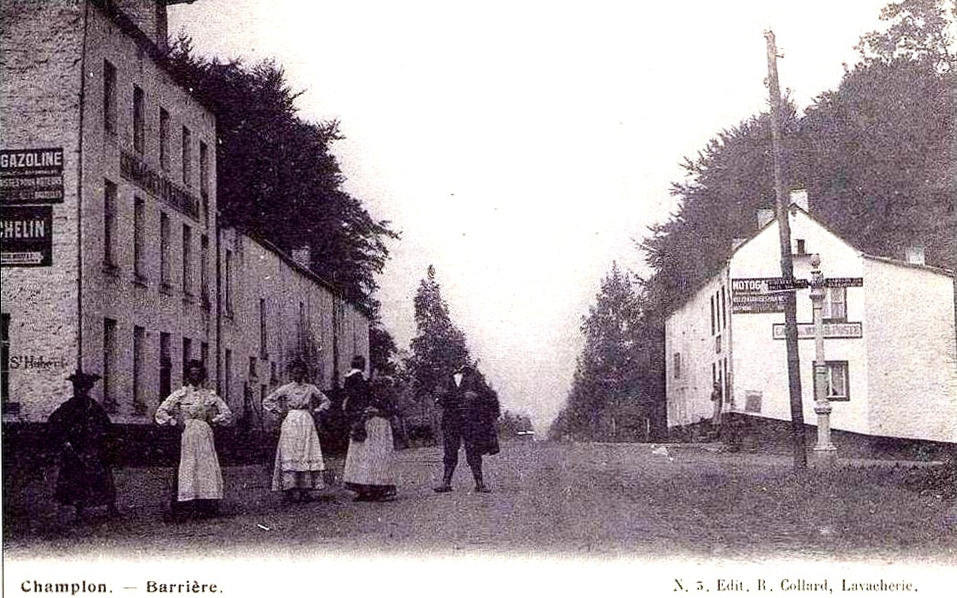
La barrière de Champlon (ici en 1903) est un vestige des barrières d'octroi des routes de l'époque.

La chaussée Marie-Thérèse fait partie du réseau de service postal des malles-poste mis en place par Charles Quint et dont la gestion était confiée à la maison de Tour et Taxis. Régulièrement, des relais de poste permettaient aux chevaux, aux messagers et aux voyageurs de se reposer et de se restaurer. Sa construction débute en 1749, sous le régime des Pays-Bas autrichiens pendant le règne de Marie-Thérèse de Habsbourg. Elle est n'est totalement achevée que vers 1800. Elle souffrait d'un manque d'entretien et était dans un état qui la rendait difficilement praticable, les trous, les ornières boueuses et son tracé sinueux bordé de ravins et de gouffres à travers l'Ardenne belge faisait que la durée d'un trajet entre Bruxelles et la forteresse de Luxembourg était d'environ 42 heures. De plus, 66 barrières d'octroi était disposées le long de la route (soit environ une tous les 5 km), auxquelles les usagers devaient s'acquitter d'une taxe, en fonction du nombre de chevaux et de roues.
Après la période française de l'histoire de la Belgique, le règne de Guillaume Ier, à la fois souverain du royaume uni des Pays-Bas et grand-duc de Luxembourg, voit la construction de cinq nouvelles routes dans le Grand-duché de Luxembourg par un arrêté royal du 13 mars 1821, dont celle qui est aujourd'hui la route nationale 4 et qui permet alors de couper à travers la Famenne en passant par Marche-en-Famenne, Bastogne puis Martelange. Elle raccourcit considérablement la durée du trajet, permettant à une diligence d'effectuer la liaison entre Bruxelles et Luxembourg-ville en 28 heures.

## Itinéraire
La chaussée Marie-Thérèse reliait Bruxelles à la ville de Luxembourg en passant par Namur, longeait la Meuse jusqu'à Dinant puis pénétrait l'Ardenne belge vers Neufchâteau puis la Lorraine belge à Arlon.
La chaussée Marie-Thérèse était un itinéraire qualifié de « grand chemin ».

## Traces actuelles
Certaines sections de l'ancienne chaussée sont aujourd'hui devenues des chemins de promenades balisés dans plusieurs communes, notamment à Tenneville, entre Wyompont et Cens.

### Projet de bétonisation
Le 26 juin 2025, le conseil communal de Tenneville, dans la province de Luxembourg, débat autour d'un projet de bétonisatino de l'ancienne chaussée afin d'y créer une piste cyclable.